# Kovacsics Anikó
Kovacsics Anikó (Nagyatád, 1991. augusztus 29. –) junior Európa-bajnoki ezüstérmes és felnőtt Európa-bajnoki bronzérmes magyar válogatott kézilabdázó, balszélső és irányító.

## Pályafutása
Kovacsics Anikó 2001-ben kezdett el kézilabdázni. Berzencén ismerkedett meg a kézilabda alapjaival, majd átigazolt a Csurgói NKC-hez. Később Nagyatádra, majd Győrbe, a Győri Audi ETO KC-hez került. Tehetséges játékos, sokan Görbicz Anita utódjának tartják. A 2006/2007-es szezonban az ETO serdülőcsapatában, illetve az NB II-es és NB I/B-s bajnokságban szereplő utánpótlás-csapatokban játszott. Első győri idényében megnyerte a serdülőbajnokságot és a diákolimpiát, a másodosztályban is kitűnően játszott, hiszen majdnem nyolcgólos mérkőzésenkénti átlagával tűnt ki.
Aktív részese volt az ETO legnagyobb nemzetközi sikereinek, a 2013-ban valamint 2014-ben elért Bajnokok Ligája-elsőségnek. Előbbi szezonban megválasztották a legjobb fiatal játékosnak a sorozatban. Kovacsics tíz évet töltött az ETO-ban, 2006-ban igazolt át a Győrhöz Nagyatádról, második szezonjában már bajnoki címet és Magyar Kupa-győzelmet ünnepelhetett a felnőttcsapattal. A még mindig csak 24 éves irányító összesen hétszeres magyar bajnoknak és nyolcszoros MK-győztesnek vallhatta magát a kisalföldi együttessel, amikor 2016 márciusában bejelentette, hogy a nagy honi rivális Ferencvárosban folytatja pályafutását a következő szezontól.
2021. március végén egy bajnoki mérkőzésen vállsérülést szenvedett (vállficam, részleges porc- és szalagsérülés), ami két hónapos kihagyással jár.
A 2020-2021-es szezonban bajnoki címet szerzett a Ferencvárossal.
2023 májusában elszenvedett újabb vállsérülése, és az azt követő műtétek miatt nem léphetett pályára az FTC 2023-as, elvesztett Bajnokok Ligája döntőjében sem a norvég Vipers ellen. Az újabb bajnoki címet és kupagyőzelmet hozó 2023-2024-es szezont követően bejelentette visszavonulását.

### A válogatottban
Korábban a magyar junior válogatott tagja volt, amellyel ezüstérmet szerzett a 2009-es női junior kézilabda-Európa-bajnokságon. Szintén 2009 óta szerepel a felnőtt válogatottban.A 2012-es női kézilabda-Európa-bajnokságon bronzérmes lett a magyar női kézilabda-válogatottal. Tagja volt a 2021 nyarán megrendezett tokiói olimpián szereplő válogatottnak. A tornán csak az első, franciák elleni csoportmérkőzésen tudott pályára lépni, ezt követően a csapat edzésén a korábban sérült válla kificamodott, így kikerült a válogatott keretéből. A nemzeti csapatban 143 alkalommal lépetrt pályára és 310 gólt szerzett.

## Eredményei

### Aranyérmei
- OSB-bajnok (2008, 2009)
- Ifjúsági magyar bajnok (2008, 2010)
- Magyar bajnok (2008, 2009, 2010, 2011, 2012, 2013, 2014, 2016, 2021)
- Magyar Kupa-győztes (2008, 2009, 2010, 2011, 2012, 2013, 2014, 2015, 2016, 2017, 2022, 2023[11])
- Bajnokok ligája győztes (2013, 2014)

### Ezüstérmei
- Bajnokok Ligája ezüstérmes (2009, 2012, 2016)
- junior kézilabda-Európa-bajnoki ezüstérmes (2009)

### Bronzérmei
- Nyílt ifjúsági Európa-bajnoki bronzérem (2009)
- Bajnokok ligája elődöntős (2008, 2010, 2011)
- Európa-bajnoki bronzérem (2012)

### Egyéb helyezései
- Junior világbajnoki 5. helyezés
- Európa-bajnokság 6. helyezés (2014)

### Díjai, elismerései
- Az év játékosa (Közönségdíj, 2009)
- Junior Prima díj (2010)
- A Bajnokok Ligája legjobb fiatal játékosa (2013)[12]
- A Bajnokok Ligája legjobb balszélsője (2016)[13]
- Az év magyar női kézilabdázója (1): 2018[14]

## Edzői
Kovacsics Anikó első edzője Novográdecz Péter volt, Berzencén edzette. Miután átkerült a Csurgói NKC-hez, edzője is megváltozott. Csurgón Szabóné Kepler Gabriella készítette őt fel meccseire. Győrben, a Győri Audi ETO KC-nál Konkoly Csaba majd Ambros Martin készítette fel őt. A Ferencvárosnál Elek Gáborral dolgozhatott együtt.

### Többi edzője
- Vörös Károly
- Bőzsöny Erika
- Mód János
- Hornyák Lajos
- Vura József
- Róth Kálmán
- Danyi Gábor
- Karl Erik Böhn
- Ambros Martin
- Elek Gábor